# Centrumkerk (Paramaribo)

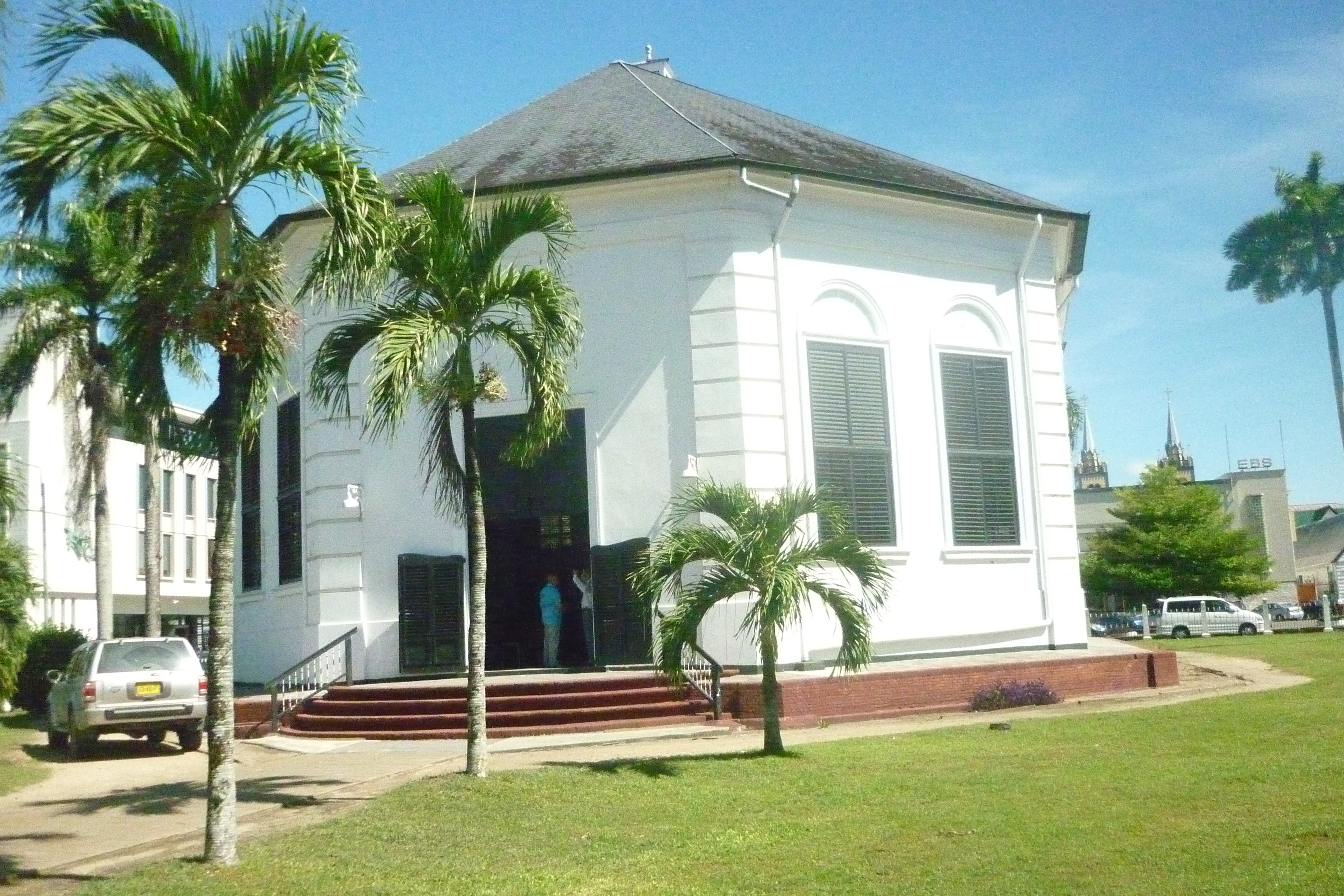
De Centrumkerk in 2011

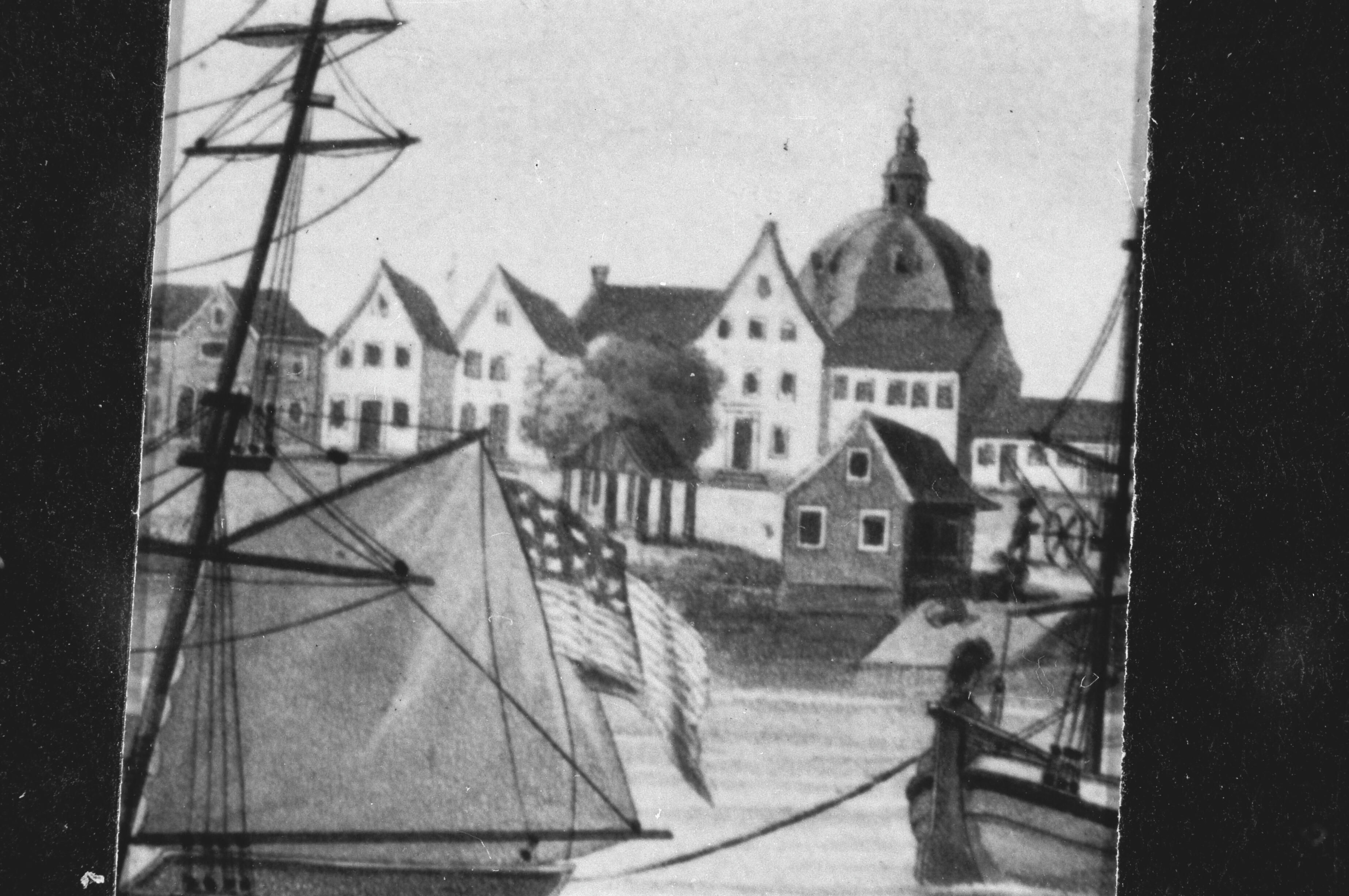
De voormalige koepelkerk uit 1810, gezien vanaf de Waterkant (Detail uit tekening F. Dieterich, 1817)

De Centrumkerk in Paramaribo, een kerkgebouw van de Hervormde Kerk in Suriname, werd in 1810 gebouwd. Het was een zg. staatskerk tot 1975. Het gebouw diende als parlementsgebouw bij de afkondiging van de Onafhankelijkheid van Suriname in dat jaar. De Centrumkerk staat op de Werelderfgoedlijst als onderdeel van het Surinaams culturele erfgoed.

## Geschiedenis
Cornelis van Aerssen van Sommelsdijck, oprichter van de Societeit van Suriname, liet in 1688 aan de zuidkant van het kerkplein een eerste kerk bouwen, samen met een gouvernementskantoor. In 1814 werd deze vervangen door een koepelkerk aan de noordzijde van hetzelfde plein, de voormalige Oranjetuin. In 1835 werd op deze plaats de nieuwe kerk, die er tot nu toe staat, in gebruik genomen.
De achthoekige koepelkerk werd gebouwd op initiatief van dominee van Esch en door hem ingewijd in 1814. Het kerkgebouw stond centraal tussen de huizen en stak ruim boven de huizen uit. In 1821 echter brandde het af, waarna de diensten gehouden werden in de Lutherse kerk, in Loge Concordia en later ook in de Grote Stadskerk.
In 1833 werd door stadsbouwmeester Charles Roman een nieuwe achthoekige kerk ontworpen en gebouwd. Deze kerk werd op 5 juli 1835 ingewijd.

## Interieur
Voor de nieuwbouw werd een kerkorgel besteld bij orgelbouwer Carl Friedrich August Naber te Deventer, maar dat orgel is in de oceaan ten onder gegaan. Naber maakte een nieuw orgel, waarvoor koning Willem II betaalde. Dit overleefde de overtocht wel en werd in 1846 ingewijd. De preekstoel werd in het begin van de 19de eeuw in Suriname vervaardigd.
De vloer van de huidige kerk bestaat voor een groot deel uit grafstenen uit de eerste helft van de 18de eeuw. Hier werd onder meer Johanna Margarete van Striep (1706-1769), huysvrouw van Salomon Du Plessis begraven. Het kerkgebouw heeft een bakstenen onderbouw en een leien dak met twee ventilatietorentjes. De ramen kunnen kantelen en worden tijdens de diensten geopend. Het interieur is simpel maar mooi afgewerkt.
Twee rijen Ionische zuilen ondersteunen een houten tongewelf dat onlangs werd gerestaureerd.
Aan de muur hangt ter herinnering aan Annetta Bos-Visser een gedenksteen voor haar. Zij was welzijnswerker en hiel armen, wezen en bejaarden.

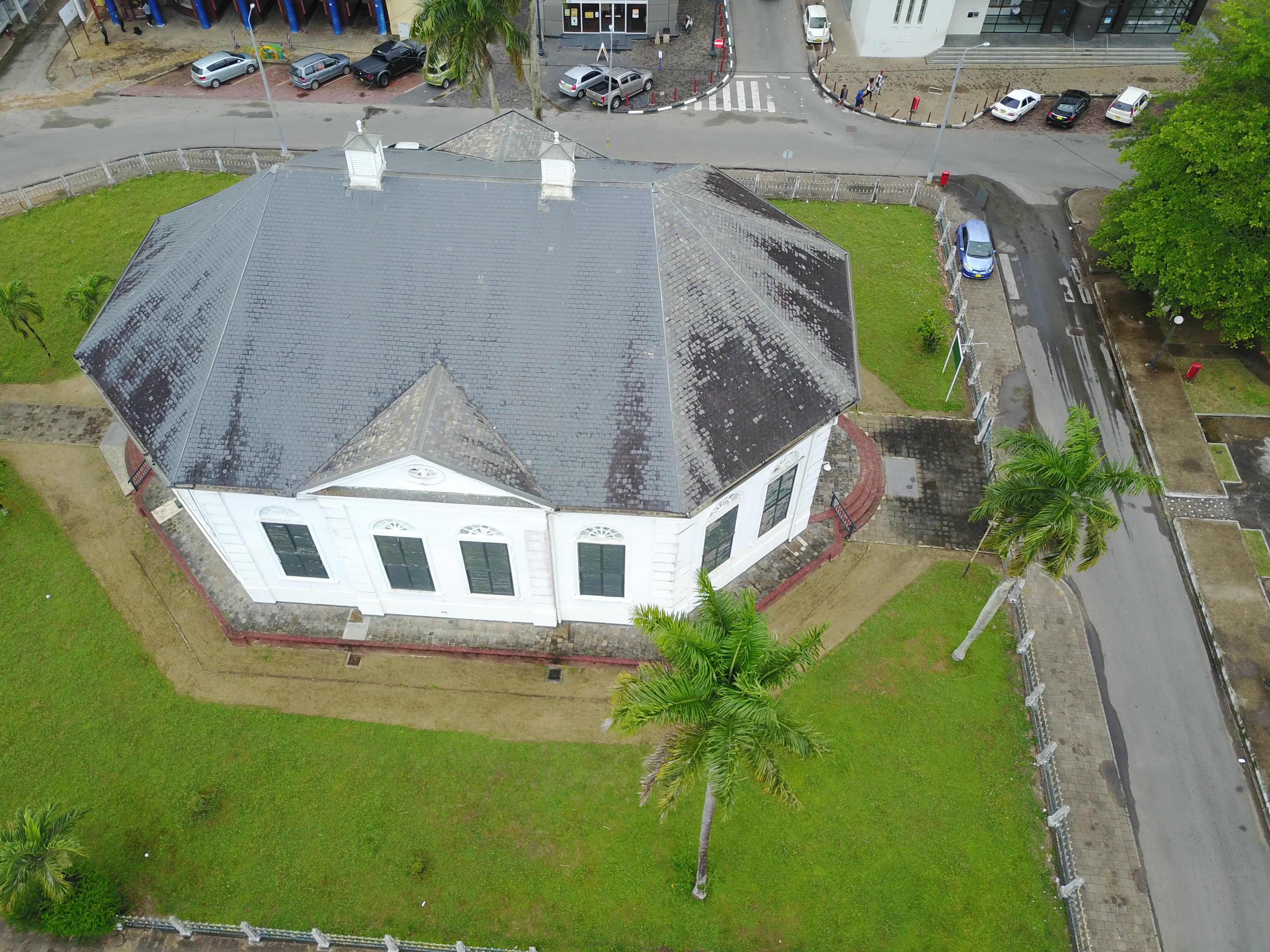
Kerkplein te Paramaribo
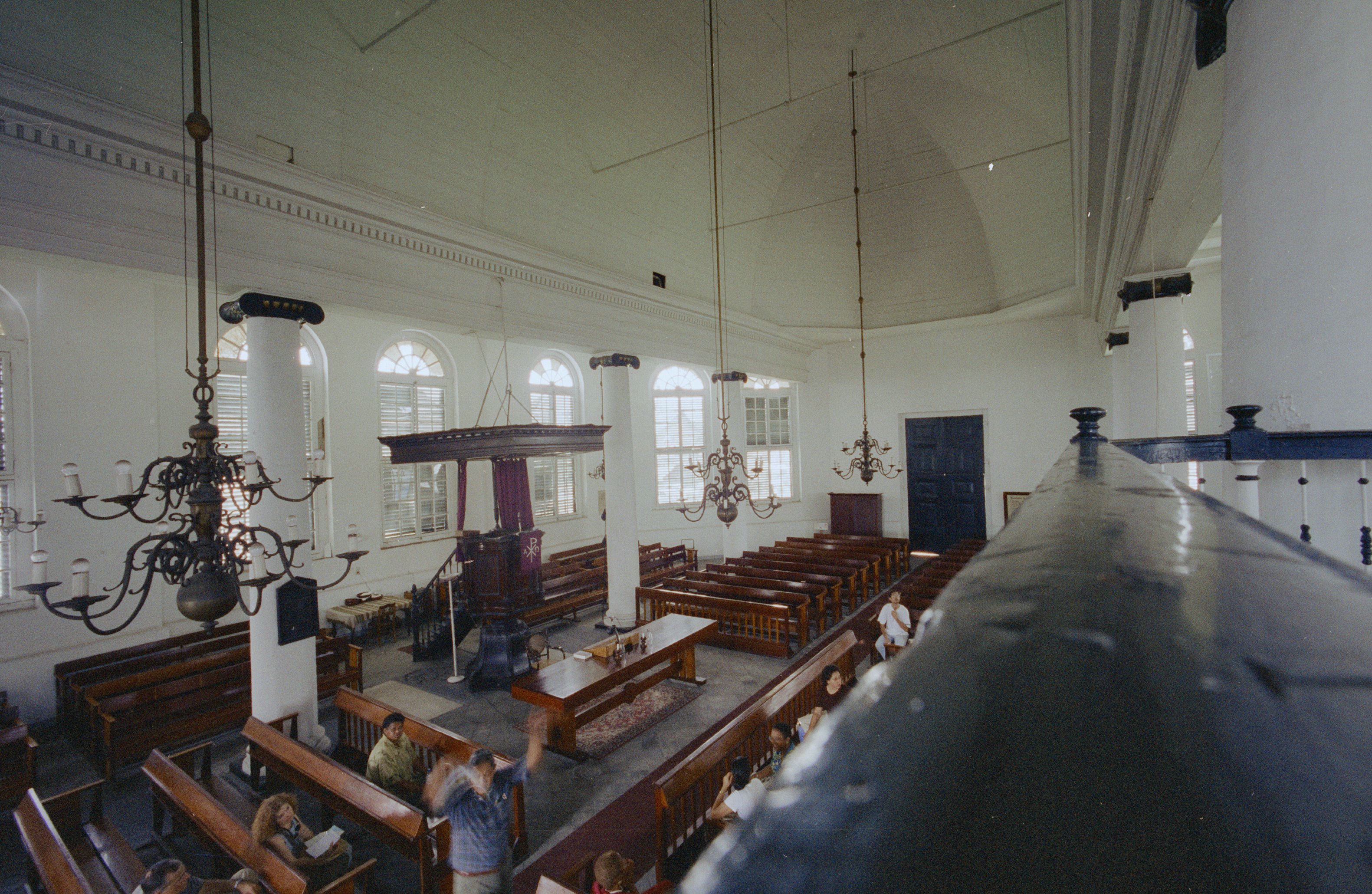
Interieur met preekstoel
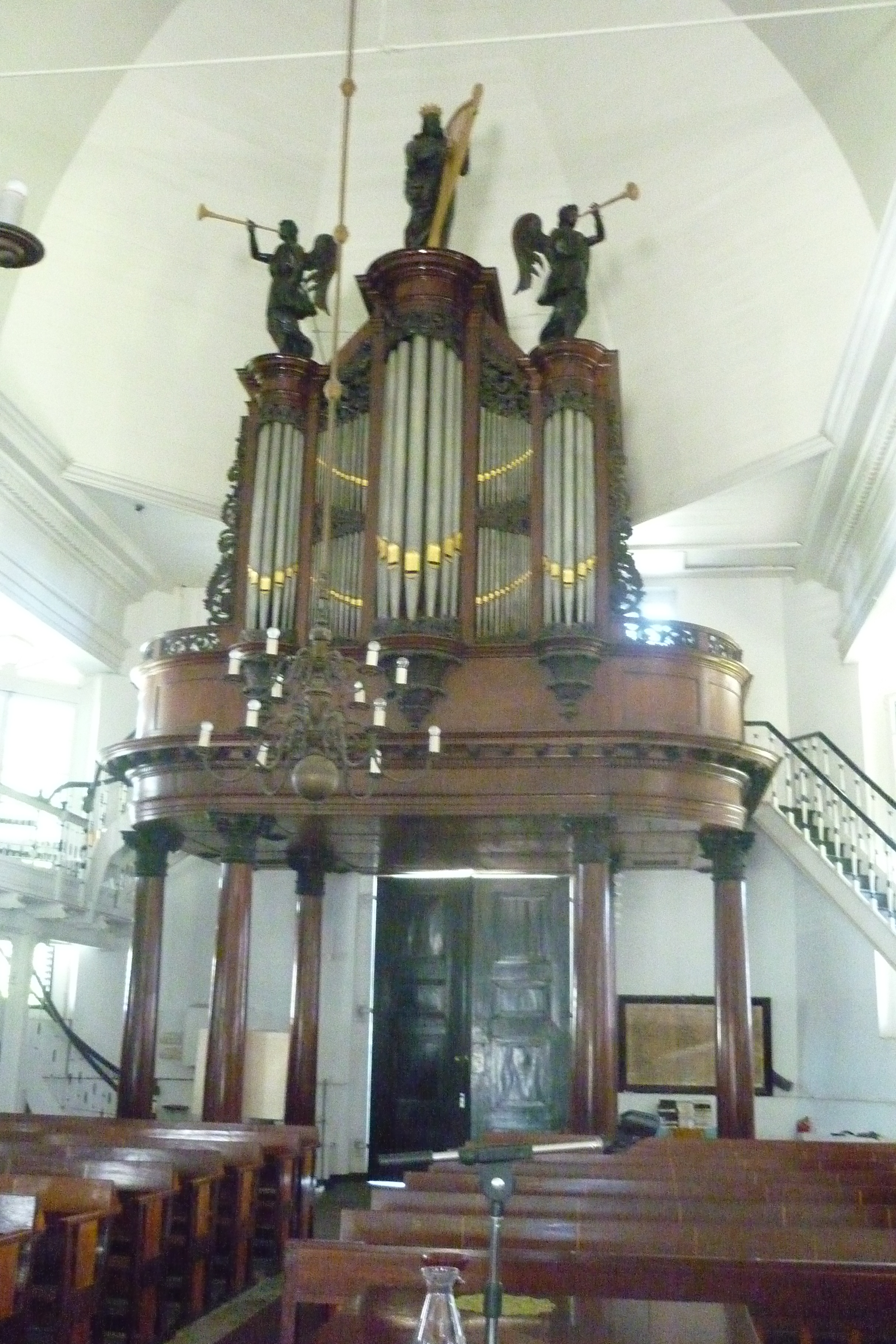
Het orgel van Naber (1846)